# Maltwhisky
Maltwhisky er whisky, der er fremstillet ved at omdanne byg til malt, tilsætte vand og lade det gære, hvorefter det bliver destilleret i et stort kobberkar. Maltwhisky er udelukkende fremstillet af maltet byg.
Samme metode anvendes til single malt, der hedder single, fordi maltwhiskyen er fremstillet på et enkelt whiskydestilleri.